# Antediluvianos
En el universo ficticio Mundo de Tinieblas y en concreto en el juego de rol Vampiro: la mascarada, los antediluvianos son vampiros descendientes más directos de Caín y son la tercera generación que fue creada, los que se supone predecesores de todos los vampiros del juego. Sus líneas de sangre forman las generaciones iniciales de los clanes originales: los vampiros de cada clan son descendientes directos de un mismo antediluviano, y poseen las mismas maldiciones que posee su creador. Esta maldiciones tienen origen en las costumbres del antediluviano, o fueron impuestas por Caín tras la destrucción de la segunda generación. Inicialmente hubo trece antediluvianos, pero además de los que se supone fueron destruidos en el diluvio universal, surgieron otros, a los que se denomina antediluvianos por ser también de tercera generación.
Los datos acerca de cada antediluviano pueden variar en función de cada fragmento de información encontrada en todos los suplementos del Mundo de Tinieblas. El suplemento que cierra el ciclo, Gehenna, proporciona la ubicación y nombre; además de varias meta-tramas posibles, pero la información del resto de los libros oficiales también es útil a la hora de plantear partidas.